# 斯科特·坦斯爾
斯科特·坦斯爾（英語：Scott Tanser；1994年10月23日—）是一位英格蘭足球運動員。在場上的位置是後衛。他現在效力於英格蘭足球甲級聯賽球隊羅奇代爾足球俱樂部。

## 外部連結
- 足球数据库：斯科特·坦斯爾的球员统计数据